# غارة جوية على الباشورة (أكتوبر 2024)
الغارة الجوية الإسرائيلية على الباشورة (أكتوبر 2024) أو مجزرة الباشورة (أكتوبر 2024) هي غارة جوية نفذتها طائرات الاحتلال الإسرائيلي في يوم الخميس 10 أكتوبر 2024 على حي الباشورة وسط بيروت كجزء من الغزو الإسرائيلي للبنان 2024، كان الهدف منها اغتيال وفيق صفا، صهر الأمين العام السابق لحزب الله حسن نصر الله، حيثُ استخدم الجيش الإسرائيلي ذخائر الهجوم المباشر المشترك، أمريكية الصنع تتسع لقنابل تزن 2000 رطل، كان هذا الهجوم هو الأكثر دموية في بيروت منذ بدء اشتباكات حزب الله وإسرائيل في 8 أكتوبر 2023.

## خلفية
في مساء 10 أكتوبر (تشرين الأول) 2024، نفذت إسرائيل غارة جوية مفاجئة على أحياء نويري والبسطة في منطقة الباشورة وسط بيروت، والتي يقطنها غالبًا سكان من الطائفة الشيعية. استهدفت الغارة المباني السكنية المكتظة دون سابق إنذار للسكان، مما أجبر العديد من الأهالي على الفرار من منازلهم مع تصاعد النيران والدخان. وأسفرت الهجمة عن مقتل 22 شخصًا وإصابة 117 آخرين، وفقًا لوزارة الصحة اللبنانية. قُتلت عائلة مكونة من ثمانية أفراد التي أُجليت مؤخرا من جنوب لبنان بسبب أوامر إخلاء إسرائيلية سابقة.